# Getter Robo
Getter Robo (ゲッターロボ, Gettā Robo, típicament romanitzat com Getter Robot en els diversos mangues) és un manga de Superrobots creat per Go Nagai i Ken Ishikawa, com també una sèrie d'anime produïda per Toei Animation. La sèrie fou emesa a Fuji TV del 4 d'abril de 1974 al 8 de maig de 1975, amb un total de 51 episodis.
El manga ha estat editat en català per l'editorial Ooso Comics.

## Argument
Els protagonistes són tres adolescents que practiquen arts marcials: Ryoma Nagare, Hayato Jin i Musashi Tomoe. Lluiten per a defensar a la humanitat de l’Imperi Megasauri, un regne conformat per descendents dels rèptils que van sobreviure a l’extinció vivint sota terra i desitgen conquistar el món. Per a això utilitzen tres mechas, el Getter-1 (en forma d’àguila), el Getter-2 (en forma de jaguar) i el Getter-3 (en forma d’os) que, al seu torn, es combinen per a formar el Getter Robot.

## Publicació
| Volum | Data de publicació en català | ISBN                   |
| ----- | ---------------------------- | ---------------------- |
| 1     | 9 de novembre de 2022        | ISBN 978-84-121769-9-5 |
| 2     | 30 de maig de 2023           | ISBN 978-84-125599-10  |